# Osebni akcijski konstrukti
Osebni akcijski konstrukti so kognitivno-motivacijske enote, s katerimi so avtorji opisali koncept osebnih ciljev. Skupno izhodišče osebnih akcijskih konstruktov je predpostavka, da so ljudje  sposobni na osnovi doseganja osebno pomembnih ciljev krojiti lastno usodo. Ravno načrtovana dejavnost doseganja ciljev pa po Allportu določa ureditev in celovitost osebnosti. Med osebne akcijske konstrukte uvrščamo trenutne skrbi, osebne projekte, osebna prizadevanja in življenjske naloge. 

## Opredelitev osnovnih pojmov

### Trenutne skrbi
Klinger je pojem trenutnih skrbi definiral kot ciljno-specifična latentna stanja organizma v času; od takrat, ko postane posameznik predan cilju, do takrat, ko cilj doseže ali ga opusti . Vendar trenutnih skrbi ne smemo enačiti s cilji, saj ima lahko posameznik več trenutnih skrbi vezanih na en cilj. Trenutne skrbi lahko trajajo nekaj sekund, nekaj dni kot npr. »urediti rožno gredico«, lahko pa posameznika spremljajo vse do smrti (ohraniti ljubezensko zvezo). Čeprav se število na cilj vezanih trenutnih skrbi v času spreminja, vedno vplivajo na miselni proces. Zaradi slednjega imajo trenutne skrbi široko uporabno vrednost, saj se lahko uporabljajo tako na področju klinične psihologije kot na področju psihologije dela. 

### Osebni projekti
Kadar ljudje razmišljajo o odločeni stvari, jo načrtujejo, kasneje pa tudi izvajajo z namenom njene realizacije, ki pa ni nujno vedno uspešna, govorimo o medsebojno povezanem zaporedju dejanj, ki so usmerjena k določenemu, za posameznika pomembnemu osebnemu cilju. V tem primeru govorimo o osebnih projektih. Little osebne projekte poimenuje kot razširjene nize osebno pomembnih akcij v kontekstu, ki so sestavni elementi vsakdanjega življenja . Zato je za razumevanje akcije pomembno upoštevati tri vrste kontekstov – intencionalni, sistemski in ekološki kontekst. Intencionalni kontekst se navezuje na namen določenega projekta, medtem ko sistemski kontekst posamezen projekt uvršča v sistem projektov in služi njegovi povezavi z ostalimi osebnimi projekti. Pomembno vlogo pri razumevanju posameznikovega delovanja ima tudi ekološki kontekst, ki zajema zgodovinski in okoljski vidik dane akcije. Osebni projekti pomembno vplivajo na zaznavanje subjektivnega blagostanja, saj imajo posamezniki, bolj zadovoljni s svojim življenjem, bolj kratkoročno pomembne projekte, ki so razmeroma težki in jim prinesejo relativen užitek, kot manj zadovoljni posamezniki, ki so večinoma vpleteni v dolgoročne projekte. 

### Življenjske naloge
Življenjske naloge dajejo vsakodnevnim dejavnostim pomen na način, da jih organizirajo.  Cantor je življenjske naloge opredelila kot zavestne in dosegljive cilje, ki jih posameznik želi v določenem časovnem obdobju rešiti, zato v njihovo reševanje vlaga energijo . Pomen življenjskih nalog se poveča predvsem ob pomembnih življenjskih prelomnicah kot sta načrtovanje družine in zaključek študija. 

### Osebna prizadevanja
V nasprotju z do sedaj opisanimi osebnimi akcijskimi konstrukti so osebna prizadevanja vztrajnejša. Gre za pomensko medsebojno povezane značilnosti ciljnih prizadevanj; torej o osebnih prizadevanjih govorimo, kadar opisujemo za posameznika značilno prizadevanje (npr. oseba skuša »biti dober vzor ostalim,« ali skuša »biti dobra voditeljica«).  Sestavljeni so iz ponavljajočih objektov, ki označujejo posameznikovo namerno vedenje.  So motivacijski organizacijski principi, ki določajo skupino za posameznika funkcionalno enakovrednih ciljev, kljub temu pa se razlikujejo od motivov. Posameznikova prizadevanja za uresničitev »fenotipsko« različnih ciljev ali akcij lahko potekajo na mnogo načinov, vendar jih povezuje skupna tema ali kvaliteta – osebno prizadevanje. Motivi pa spodbudijo in usmerijo vedenje, ki je v dani situaciji najustreznejše. Osebna prizadevanja in motivi so recipročno povezani. Osebna prizadevanja določajo posameznikov stil življenja, saj mu enkratna zadovoljitev cilja, ki je določen z osebnim prizadevanjem, ne prinaša zadovoljitve in na ta način določa posameznikovo prihodnje vedenje. Če si predstavljamo hierarhijo ciljev, se osebna prizadevanja nahajajo na drugem nivoju. Izpostavljena so vplivu globalnih motivov, posredno preko trenutnih skrbi, osebnih projektov in nižjih ciljev pa vplivajo na posameznikovo vedenje, njegove specifične akcije. 

## Primerjava osebnih akcijskih konstruktov

### Razlike
Med posameznimi osebnimi akcijskimi konstrukti obstajajo predvsem teoretične razlike, saj se v vsakdanjem življenju med seboj prepletajo. Trenutne skrbi se navezujejo na hipotetična stanja, osebna prizadevanja pa na vidno vedenje, ki je posledica časovno povezanih akcij. Na življenjske naloge lahko gledamo kot na set trenutnih skrbi in osebnih projektov, ki spremljajo kritične življenjske dogodke; torej so usmerjene na za posameznika zapletene, a osebno pomembne probleme. Osebna prizadevanja pa so morda najširši konstrukt, saj lahko z njimi opišemo posameznikove trajne osebnostne značilnosti. V teoretičnih okvirih lahko med osebnimi akcijskimi konstrukti razlikujemo glede na časovno omejenost ter širino posameznega osebnega akcijskega konstrukta. 
Ko govorimo o širini konstrukta, razmišljamo o dimenzijah med kratkoročnim in dolgoročnim ter med konkretnim in abstraktnim. Iz tega sledi, da širina konstrukta določa kriterij izpolnitve cilja, vendar se večina osebnih akcijskih konstruktov spreminja glede na svoj namen. Tako so lahko osebni projekti na mikro ravni npr. (»vsak dan telovaditi«), ali pa na makro ravni (npr. »skrbeti za zdravje«). 
Nekateri osebni akcijski konstrukti so končni, drugi pa časovno niso določeni ali omejeni. Opisana časovna omejenost predstavlja drug kriterij, po katerem lahko razlikujemo med osebnimi akcijskimi konstrukti. Med časovno omejene konstrukte sodijo življenjske naloge, saj imajo definirano končno stanje, ki se vrednoti na osnovi uspešnosti končnega stanja. Če je posameznikova življenjska naloga zaključek študija agronomije, z diplomo na tem področju njegova življenjska naloga »diplomirati« izgine. Čeprav imajo tudi trenutne skrbi in osebni projekti neko končno stanje, pa z njim niso omejeni ali determinirani. Na drugi strani za osebna prizadevanja doseganje končnega stanja ni preveč pomembno, saj se ne zaključijo nujno z uspešnostjo določene izkušnje. 

### Podobnosti
Čeprav se osebni akcijski konstrukti precej razlikujejo, med njimi obstajajo tudi določene podobnosti. Osebni projekti in osebna prizadevanja so si podobni v tem, da oboji pomenijo končno stanje, ki ga posameznik poskuša doseči preko vsakodnevnih aktivnosti, usmerjenih k delovanju v smeri osebnih ciljev. Tako osebni projekti kot osebna prizadevanja izražajo posameznikove potrebe in želje, vendar so prvi lahko enkratni, medtem ko so drugi značilno ponavljajoči se fenomen. 

## Ugotavljanje osebnih akcijskih konstruktov

### Navajanje osebnih akcijskih konstruktov
Ugotavljanje osebnih akcijskih konstruktov poteka v več korakih, ki se nekoliko razlikujejo glede na posamezen osebni akcijski konstrukt. V prvem delu se navadno poda definicija konstrukta, čemur sledi časovno omejen interval, v katerem morajo posamezniki zapisati čim več osebnih ciljev. Pri ugotavljanju osebnih projektov osebe na Listo za navajanje projektov navedejo čim več projektov, ki se lahko nanašajo tudi na vsakodnevne aktivnosti. Življenjske naloge pri posamezniku preučujemo na način, da oseba navede stvari, za katere čuti, da jih počne v življenju, nato pa jih razporedi eno izmed treh akademskih in treh medosebnih normativnih kategorij. Trenutne skrbi raziskujejo na način, da udeleženci zapišejo svoje trenutne skrbi na štirinajstih področjih, kot so prijateljstvo, zaposlitev, družina ipd. Pri naštevanju osebnih prizadevanj so udeleženci naprošeni, da se osredotočijo na to, kar dejansko želijo doseči, vendar je pomembno, da se prizadevanja nanašajo na ponavljajoče se cilje.  Naštevanju osebnih ciljev v drugem delu sledi ocenjevanje ciljev na različnih dimenzijah, ki odražajo posameznikova občutja do njegovih ciljev . 

### Nomotetični in ideografski pristop
Do preučevanja lahko pristopamo na dva načina. Ker niti dva posameznika nimata enakih seznamov trenutnih skrbi, osebnih projektov ali življenjskih nalog, lahko govorimo o osebnih akcijskih konstruktih kot o idiografskih fenomenih. Oseba svoje osebne akcijske konstrukte uvrsti v kategorije glede na njihove lastnosti. Številni avtorji so na podlagi faktorske analize ugotovili, da se te dimenzije združujejo v od tri do pet kategorij (npr. stopnja predanosti cilju, stopnja, do katere je cilj zaznan kot izzivajoč in napovedana nagrada cilja). Na drugi strani pa jih med seboj lahko primerjamo tudi na osnovi vrednosti, pričakovanja uspeha ipd., torej na osnovi nomotetičnih dimenzij. Le-te pa omogočajo povezavo osebnih akcijskih konstruktov z mišljenjem, čustvovanjem ter vedenjem. 

### Analiza osebnih projektov
Analiza osebnih projektov se je razvila iz socio-ekološkega modela. Po njem se posameznik srečuje z zahtevami okoliških, bioloških in socio-kulturnih sistemov vplivanja, ki jih rešuje s pomočjo osebnih projektov. Kot osnovno komponento socio-ekološkega modela Little poudarja, de se posameznik znotraj lastnega življenjskega konteksta subjektivno dobro počuti in se pri tem osredotoči na razlago . Kot del sistema se osebni projekti povezujejo tako z nadrednimi vrednotami in prizadevanji kot s podrednimi akcijami, ki vodijo do uresničitve osebnih projektov. Sistemski način analize omogoča, da se popolnoma osredotočimo na posameznika, s čimer se lahko izognemo normativnem primerjanju; hkrati lahko z njim izvedemo tudi analizo osebnih projektov s primerjavo različnih posameznikov na osnovi aritmetičnih sredin ocen na dimenzijah preko vseh projektov. 
	Postopek ugotavljanja osebnih projektov se prične s poizvedovanjem o posameznikovih osebnih projektih. Osebe nato za vsak osebni projekt napišejo kvalitativne informacije (npr. koga vaš osebni projekt še vključuje) in kvantitativno ocenijo pomembnost osebnega projekta ter kako koristen je osebni projekt za posameznika. Analiza se lahko osredotoči na normativno primerjavo posameznikov ali pa se zgolj na posameznika. Navadno raziskovalec izdela hierarhični model osebnih projektov. 

## Uporaba osebnih akcijskih konstruktov
Osebne akcijske konstrukte lahko uvrščamo med teorije motivacije, ki jih lahko apliciramo tudi npr. na področju dela, lahko pa jih obravnavamo kot pristop k preučevanju osebnosti. 

### Zadovoljstvo z delom
Subjektivno zaznavanje sreče in zadovoljstva v veliki meri izhaja iz posameznikove zaznave lastne uspešnosti pri usvajanju osebnih ciljev. Ljudje so aktivni na področjih, ki so povezani z njim pomembnimi cilji, saj jim le-ti osmislijo življenje. Na splošno zadovoljstvo z življenjem vpliva zadovoljstvo na specifičnih področjih človekovega delovanja, med drugim tudi na področju dela. Delavci, ki so bolj zadovoljni z delom, imajo z delom povezane osebno pomembne cilje, za katere verjamejo, da jih bodo lahko uresničili. Samo zaznavanje zadovoljstva pri delu se torej pozitivno povezuje z lastnostmi ciljev, ki se navezujejo na občutek učinkovitosti in podpore v okolju, negativno pa s stresom, povezanim z doseganjem cilja. K. Fister (2003) je v raziskavi o povezavi osebnih ciljev in zadovoljstva z delom ugotovila, da na zaznavanje zadovoljstva z delom vplivajo predvsem pomembnost osebnih ciljev pri delu, predanost njihovi uresničitvi, samozaznana učinkovitost premagovanja izzivov in pozitivni odzivi okolja na posameznikova prizadevanja realizacije zadanega osebnega cilja. Ugotovila je, da sta za ljudi delo in kariera pomembna vidika njihove identitete. Uspehi na področju dela so zato zanje pomembni, v delu pa iščejo lastno zadovoljstvo. Pomemben pomen pri zaznavanju zadovoljstva z delom imajo tudi izzivi, predstavitev katerih omogoča potrditev s strani drugih. Osebni cilji imajo tako velik vpliv na zaznavanje zadovoljstva z delom. 

### Osebni cilji mladih na prehodu v odraslost
Med postavljanjem osebnih ciljev in razvojem posameznika obstaja vzajemen odnos, saj po eni strani osebni cilji usmerjajo posameznikov razvoj, na drugi strani pa je postavljanje osebnih ciljev odvisno od preteklih razvojnih sprememb in življenjskih dogodkov. Slednje so v 10 letni longitudinalni študiji ugotavljali Salmela-Aro, Aunola in Nurmi (2007), ki so se osredotočili na mlade med 18 in 28 letom starosti. Načini reguliranja osebnih ciljev so razvojno specifični, značilno pa je, da ljudje v razvoj in doseganje ciljev vlagajo več, ko se bližajo starostni meji, do katere naj bi dosegli določeno razvojno nalogo. Mladi na prehodu v odraslost si večinoma zastavljajo cilje, ki se navezujejo na študij, razvoj kariere, oblikovanje družine ipd., torej gre za cilje, ki povezujejo sklope različnih odločitev. Avtorji so ugotovili, da na interpersonalnem področju razvojne naloge in spremembe posameznikovih vlog vplivajo na postavljanje osebnih ciljev, ki usmerjajo posameznika do izkustva določenih kasnejših življenjskih dogodkov. Ugotovili so, da so spremembe ciljev na področju kariere in izobraževanja večje in hitrejše kot na področju ustvarjanja družine.